# Rumung Municipality
Rumung Municipality är en kommun i Mikronesiska federationen.   Den ligger i delstaten Yap, i den västra delen av landet, 2 200 km väster om huvudstaden Palikir. Antalet invånare är 126.